# Роди мелосу
Роди мелосу (дав.-гр. γένη τῶν μελῳδουμένων; лат. genera melorum, genera modulandi), або тетрахордові роди (γένη τῶν τετραχόρδων), в античній музичній теорії — роди інтервальних структур, які гармоніка подає у вигляді звукорядів в обсязі кварти. Мелодія в античній музиці як правило складалася з тетрахордів одного роду — діатонічного, хроматичного або енармонічного, але також допускалися (принаймні, в теорії) і змішання родів, і перехід із роду в рід. У збережених давньогрецьких мелодіях переважає діатонічний рід.

## Характеристика
Грецькі теоретики музики розрізняли три роди мелосу: діатоніка (διάτονον, diatonum), хроматика (χρῶμα, chroma) і енармоніка (ἐναρμόνιον, також ἁρμονία; enarmonium, також harmonia). Від енармоніки слід відрізняти енгармонізм — явище, властиве мажорно-мінорній тональності, з її опорою на рівномірну темперацію. «Першим і найдавнішим з родів слід вважати діатоничний, оскільки людська природа натрапила на нього першим; другий — хроматичний; третій же і найвишуканіший (ἀνώτατος букв. „найвищий“ або „найважливіший“) — енармонічний, — він був останнім і сприйняття ледь звикло до нього з великими труднощами» (Аристоксен).
Як ядро інтервальних систем теорія розглядає тетрахорд; складніші інтервальні системи розглядаються як похідні від нього.
Критерієм для відмінності одного роду мелосу від іншого служило чуттєве сприйняття двох найменших інтервалів тетрахорду як «згущення» або «скупченості» (πυκνόν). У теорії енармоніка і хроматика вважалися «пікноновими» родами (сума найменших інтервалів менша від третього), діатоніка — «апікноновим» (будь-який з інтервалів усередині тетрахорду не більший від двох інших, разом узятих).
Конкретні значення інтервалів (виражених у вигляді відношень чисел) у тетрахордах трьох родів не були строго закріплені в теорії, але змінювалися від одного музичного вчення до іншого (пор., напр., описи тетрахордів у Філолая, Архіта, Аристоксена, Птолемея). Арістід Квінтіліан («Про музику», гл. 9), Нікомах («Посібник з гармоніки», гл. 12) і Боецій («Основи музики», кн. 1, гл. 21) спрощено подають три роди мелосу так:
- діатонічний тетрахорд складається з двох цілих тонів і півтону.
- хроматичний тетрахорд складається з «трипівтону» (дав.-гр. τριημιτόνιον, лат. triemitonium; пізніше semiditonus, «півдитон»; від кінця Середньовіччя — «мала терція») і двох півтонів.
- енармонічний тетрахорд складається з дитону (ditonus; від кінця Середньовіччя — «велика терція») і двох дієс (dieses).

Діатон дещо суворіший і природніший [від інших]; хрома ж відступає від, так би мовити, природного розтягування і пом'якшується; звуки енармону підігнані один до одного найкраще. Всього існує п'ять тетрахордів: нижчих, середніх, з'єднаних, відокремлених, вищих [звуків]; і у всіх них мелодія діатонічного роду проходить через півтон, тон і тон — спочатку в одному тетрахорді, потім (знову через півтон, тон і тон) в іншому, і так далі. Тому й кажуть «діатон» — тобто ніби проходить через тон і ще через тон. Хрома ж, що грецькою означає «колір», є ніби першою зміною згаданого [природного] розтягування; вона співається через півтон, півтон і три півтони — адже будь-який консонанс кварти складається з двох тонів і півтону (втім, неповного). Назване слово «хрома» виводиться зі шкірного покриву, який, змінюючись, набуває іншого кольору. Енармон же, тобто «найзлагодженіший», называється так, тому що у всіх тетрахордах співається через дієсу (дієса — це половина півтону), дієсу і дитон.— Боецій. Основи музики
В аристоксеніків (послідовників Аристоксена) діатоніка і хроматика розглядалися в кількох «відтінках» («хроях», χρόαι); в енармоніці відтінків не було. Частини тону (півтони і дієси) описувалися як рівні «музично-логічні» величини, які запросто можна додати:
| українською                      | грецькою й латиною                         | інтервали усередині тетрахорду |
| -------------------------------- | ------------------------------------------ | ------------------------------ |
| м'яка діатоніка                  | μαλακόν molle                              | 12 + 18 + 30                   |
| напружена (синтонічна) діатоніка | σύντονον incitatum                         | 12 + 24 + 24                   |
| тонова хроматика                 | τονιαῖον toniaeum                          | 12 + 12 + 36                   |
| полуторна (геміольна) хроматика  | ἡμιόλιον hemiolium                         | 9 + 9 + 42                     |
| м'яка хроматика                  | μαλακόν molle                              | 8 + 8 + 44                     |
| енармоніка                       | ἐναρμόνιον / ἁρμονία enarmonium / harmonia | 6 + 6 + 48                     |

У Птолемея немає поняття відтінків роду, будь-який структурний різновид мелосу іменується словом «рід». Наприклад, діатонічний тетрахорд він описав у таких структурних різновидах:
| українською                              | грецькою        | інтервали усередині тетрахорду |
| ---------------------------------------- | --------------- | ------------------------------ |
| діатон м'який                            | μαλακόν         | 8: 7 10: 9 21:20               |
| діатон твердий (напружений, синтонічний) | σύντονον        | 10: 9 9: 8 16:15               |
| діатон рівний (вирівняний)               | ὁμαλόν          | 10: 9 11:10 12:11              |
| діатон тоновий (середній)                | τονιαῖον, μέσον | 9: 8 8: 7 28:27                |
| діатон дитоновий (двотоновий)            | διτονιαῖον      | 9: 8 9: 8 256: 243             |

Відтінки не змінюють суті роду. Незалежно від злегка відмінних числових відносин модальні функції тетрахорду залишаються незмінними, а етос роду описується як єдиний і самототожний. Зокрема,
Вид хроми як такої зберігається доти, поки відчувається хроматичний етос (τὸ χρωματικὸν ἦθος). У кожного з родів свій шлях до сприйняття, нехай навіть використовується не один-єдиний поділ тетрахорду, а багато. Ясно, що рід залишається незмінним, при тому що розміри [інтервалів] змінюються; рід не змінюється до певної межі разом зі зміною інтервальних величин, а залишається самим собою; а якщо він залишається собою, то залишаються незмінними і функції (δυνάμεις) звуків.— Аристоксен. Основи гармоніки
Питання вживаності (частотності) окремих відтінків у античній музиці, яке стояло вже в стародавні часи і донині залишається дискусійним, навряд чи колись буде вирішене остаточно, зважаючи на нечисленність збережених нотних пам'яток і бідність інших історичних свідчень. Безсумнівно, що тетрахорд, описаний у Птолемея як «дітоновий діатон» (два піфагорійських цілих тони + ліма), був найдавнішим і базовим — у таких самих числах його можна знайти вже у Філолая, пізніше — в знаменитій космічній гамі (в «Тімеї») Платона, у Псевдо-Евкліда (Sectio canonis), Ератосфена й у багатьох інших античних авторів, аж до Боеція. Тетрахорд саме цієї структури, саме в цих числах став основним для конструювання октавної діатоніки в середньовічній Західній Європі. Твердий відтінок діатоніки став прообразом чистого ладу для музичної теорії Дж. Царлино.

## Рецепція
Хроматичний і енармонічний роди мелосу неодноразово також використовувалися — в специфічних формах — протягом усієї історії західноєвропейської музики. В кінці Середньовіччя їх узяв на озброєння італійський музичний теоретик Маркетто Падуанський. У епоху Відродження роди мелосу активно впроваджував у практику Нікола Вічентіно, причому хроматика й енармоніка в його трактуванні набули особливого статусу «зарезервованої» для вишуканого слуху музики (musica reservata):
[Багато панів і людей благородного походження, особливо в славному місті Феррарі, де я зараз перебуваю] дійсно розуміють, що (як доводять стародавні письменники) хроматична і енармонічна музика заслужено була зарезервована (riserbata) для іншого використання, ніж музика діатонічна. Остання, придатна для повсякденного слуху, виконувалася на публічних святах у громадських місцях. Перша ж, придатна для вишуканого (букв. «очищеного») слуху, застосовувалася в ході приватних розваг панів і князів, для гідної хвали видатним особам і героям.— Вічентіно. Стародавня музика, зведена до сучасної практики (Практика I.4)
Поняття родів мелосу не зникло і з настанням Нового часу. У XVIII столітті ним (лат. genera modulandi), наприклад, користувався Й. Г. Нейдгардт.
Мікрохроматику, як подальший розвиток енармоніки, також використовували французькі композитори кінця XVIII — середини XIX століть Рейха і Галеві.
У XX столітті хроматика й енармоніка набули розвитку в музиці І. О. Вишнеградського, А. Хаби, А. Пуссера та інших авангардистів.
Вчення про роди мелосу лягло в основу вчення про роди інтервальних систем у вченні про гармонію Ю. М. Холопова.